# Уткин, Владимир Николаевич
Влади́мир Никола́евич У́ткин (12 апреля 1949, Калинин — 3 февраля 2013, Москва) — советский футболист, полузащитник. Мастер спорта. Выступал за калининскую «Волгу», московские «Динамо» и «Локомотив».

## Карьера
Воспитанник калининского футбола. С 1967 по 1969 год выступал за «Волгу» во второй группе «А», провёл 95 матчей, забил 6 голов.
В 1970 году Владимира пригласили в московское «Динамо». В своём дебютном чемпионате он сыграл 18 матчей и забил 1 мяч. По итогам сезона был включён в список лучших дебютантов сезона. Также в этом году Уткин стал обладателем Кубка СССР: в финале москвичи одолели тбилисское «Динамо» со счётом 2:1. Всего за «бело-голубых» Владимир сыграл 34 матча и однажды забил гол.
В 1973 он перешёл в «Локомотив». Тогда «Локо» выступал в первой лиге, но уже в 1974 вышел в высшую лигу. За «железнодорожников» Уткин сыграл 98 матчей, забив 8 голов. Летом 1976 года вернулся в калининскую «Волгу», где провёл полтора года, а в последний год игровой карьеры выступал за московский «Москвич».
После завершения карьеры Владимир Уткин был футбольным судьёй, затем в чемпионате России инспектором футбольных матчей. Умер в Москве на 64-м году жизни.

## Достижения

### Командные
«Динамо»
- Обладатель Кубка СССР: 1970

### Личные
- Лучший дебютант сезона: 1970